# سلفاثيازول
سلفاثيازول أو سولفاتيازول (Sulfathiazole) هو مضاد حيوي من زمرة السلفوناميدات. مركب كبريتي عضوي، استخدم سابقاً بشكل شائع فموياً وموضعياً كمضاد جرثومي إلا أن اكتشفت مشتقات أقل سمية منه. ولا يزال يستخدم في بعض الأحيان بالمشاركة مع الـ سلفابنزاميد والـ سلفاسيتاميد.
تحارب السلفا أو السلفوناميدات أنواعاً كثيرة من البكتيريا، ولكن مفعولها أضعف من العديد من المضادات الحيوية الأخرى. ويحتمل أن تسبب ردات فعل ألرجية (الحكة أو الأكلان ) وغيرها من المشاكل، أكثر من غيرها. لكن، وبما ان ثمنها رخيص وتؤخذ عن طريق الفم فما زالت ذات فائدة.